# Pachytricha minor
Pachytricha minor är en skalbaggsart som beskrevs av Sharp 1875. Pachytricha minor ingår i släktet Pachytricha och familjen Melolonthidae. Inga underarter finns listade i Catalogue of Life.